# Wałentyn Zhurski
Wałentyn Arsentijowycz Zhurski (ukr. Валентин Арсентійович Згурський, ur. 9 lutego 1927 w Birzule, zm. 24 października 2014 w Kijowie) – radziecki i ukraiński samorządowiec, przewodniczący Komitetu Wykonawczego Rady Miejskiej Kijowa (1979–1989).

## Życiorys
Urodził się w rodzinie kolejarza, przez pewien czas mieszkał z rodziną w Czarnym Ostrowie. Podczas wojny z Niemcami pracował w sowchozie i od 1942 jako pomocnik maszynisty kolejowego, brał udział w wyzwalaniu Ukrainy, po wojnie był monterem i następnie inżynierem na kolei. Ukończył technikum Ludowego Komisariatu Komunikacji Drogowej w Kijowie i w 1954 Wydział Radiotechniczny Kijowskiego Instytutu Politechnicznego, w którym później był asystentem. Od 1955 pracował jako inżynier w różnych kijowskich zakładach, w 1973 został dyrektorem fabryki sprzętu radiowego „Radiopribor” (do 1979). W 1979 został przewodniczącym Komitetu Wykonawczego Rady Miejskiej Kijowa (do 1990), w 1986 był członkiem komisji operacyjnej władz Ukraińskiej SRR ds. likwidacji awarii elektrowni atomowej w Czarnobylu i przewodniczącym grupy operacyjnej ds. likwidacji skutków tej awarii. W latach 1979–1989 był deputowanym do Rady Najwyższej ZSRR 10 i 11 kadencji.
Na początku lat 90. był głównym pracownikiem naukowym ds. zagranicznych kontaktów ekonomicznych Akademii Nauk Ukraińskiej SRR. Miał tytuł kandydata nauk technicznych, doktora nauk ekonomicznych i profesora (1983). Napisał 5 monografii i ok. 100 publikacji prasowych. Po rozpadzie ZSRR był współzałożycielem różnych struktur komercyjnych i przedsiębiorstw, m.in. Banku Kredytowego Ukrainy, od 1994 pracował w spółce akcyjnej klubu piłkarskiego Dynamo Kijów.
Był honorowym obywatelem Kijowa (23 maja 1997) i Monachium.

## Odznaczenia i nagrody
- Medal Sierp i Młot Bohatera Pracy Socjalistycznej (10 marca 1981)
- Order Lenina (dwukrotnie – 26 kwietnia 1971 i 10 marca 1981)
- Order Rewolucji Październikowej (29 marca 1976)
- Order Czerwonego Sztandaru Pracy (dwukrotnie – 29 lipca 1966 i 17 lipca 1986)
- Order Wojny Ojczyźnianej II klasy (11 marca 1985)
- Order Księcia Jarosława Mądrego V klasy (23 lutego 2007)
- Order „Za zasługi” (Ukraina) III klasy (1997)
- Order Bohdana Chmielnickiego (Ukraina) III klasy (2000)
- Order „Za odwagę” (Ukraina) (1999)

I medale.
- Nagroda Państwowa Ukraińskiej SRR.